# Donji Višnjik
Donji Višnjik (en serbe cyrillique : Доњи Вишњик) est un village de Bosnie-Herzégovine. Il est situé dans la municipalité de Derventa et dans la république serbe de Bosnie. Selon les premiers résultats du recensement bosnien de 2013, il compte 210 habitants.

## Démographie

### Évolution historique de la population dans la localité
| 1948 | 1953 | 1961 | 1971  | 1981 | 1991 | 2013 |
| ---- | ---- | ---- | ----- | ---- | ---- | ---- |
| -    | -    | -    | 1 077 | 782  | 704  | 210  |

|  |